# Norristown
Norristown é um distrito localizado no estado norte-americano da Pensilvânia, no condado de Montgomery, do qual é sede. Foi fundado em 1682 e incorporada em 1812 como um distrito e em 1986 como um município.

## Geografia
De acordo com o United States Census Bureau, a cidade tem uma área de 9,3 km², dos quais 9,1 km² estão cobertos por terra e 0,2 km² por água. Norristown localiza-se a aproximadamente 66 m acima do nível do mar.

### Localidades na vizinhança
O diagrama seguinte representa as localidades num raio de 8 km ao redor de Norristown.

## Demografia
Segundo o censo nacional de 2010, a sua população é de 34 324 habitantes e sua densidade populacional é de 3 678,9 hab/km².

## Marcos históricos
A relação a seguir lista as 9 entradas do Registro Nacional de Lugares Históricos em Norristown. O primeiro marco foi designado em 15 de outubro de 1966 e o mais recente em 31 de janeiro de 2003. Aqueles marcados com ‡ também são um Marco Histórico Nacional.
- Anthony Morris House
- Barley Sheaf Inn
- Central Norristown Historic District
- Cold Point Historic District
- David Rittenhouse Junior High School
- Gen. Thomas J. Stewart Memorial Armory
- Globe Knitting Mills
- Old Norriton Presbyterian Church
- Parque Histórico Nacional Valley Forge‡